# Pedro J. Fernández
Pedro José Fernández Noreña (Newark, Estados Unidos; 10 de noviembre de 1986) es un escritor e ingeniero mexicano. Autor de libros best seller del género de novela histórica, en su mayoría de biografías de personajes de la historia de México. En 2017 publicó Yo, Díaz bajo el sello Grijalbo, novela que ha vendido miles de copias y ha sido reimpresa más de 15 veces. Otras de sus obras también han llegado a colocarse en las listas de más ventas en las principales librerías de México.

## Biografía
Nació el 10 de noviembre de 1986 en Newark, Delaware.
Egresó en 2010 de la Universidad Iberoamericana, campus Ciudad de México como Ingeniero en Computación y Electrónica. Ese mismo año comenzó a dedicarse a la divulgación histórica con sátira en la plataforma Twitter a través de la cuenta @DonPorfirioDiaz la cual fue ganando miles de seguidores con el tiempo.
De abril a julio de 2011 colaboró con la casa productora Argos Comunicación y Joaquín Guerrero Casasola, en la creación de 60 guiones para la serie de televisión El sexo débil, la cual fue transmitida por Cadena Tres.
En 2013 publicó su primer libro Los Pecados de la Familia Montejo. En 2017 lanzó Yo, Díaz, novela que relata la vida de Porfirio Díaz Mori, destacado militar y presidente de México por más de 30 años a finales del siglo XIX e inicios del XX, el libro fue tan bien aceptado, que llegó a convertirse en uno de los textos más vendidos en el país ese año.
Su libro Había una vez mexicanas que hicieron historia 2 fue nombrado por CANIEM como ganador al Libro Infantil y Juvenil del Año 2020. Además, su libro Mexicanas que hicieron historia (edición especial) fue galardonado como mejor libro en pasta dura en la categoría de ficción y ensayo, en los premios CANIEM 2024.  
Ha colaborado en la publicación de diversos artículos de divulgación acerca de la historia de México en varias revistas, periódicos y medios de comunicación.

## Obras
- Los Pecados de la Familia Montejo (2013)
- La Última Sombra del Imperio (2015)
- Yo, Díaz (2017)
- Iturbide: el otro padre de la Patria (2018)
- Había una vez mexicanas que hicieron historia (2019)
- Morir de Pie (2019)
- La Dama del Ayer (Audiolibro) (????)
- México a tres bandas: Un recorrido crítico de la historia de México (con Juan Miguel Zunzunegui & Leopoldo Mendívil López) (2020)
- Querido Don Benito (2020)
- Había una vez mexicanas que hicieron historia 2 (2020)
- Soy Malintzin (2021)
- Había una vez mexicanas que hicieron historia 3 (2021)
- Leona Vicario y el misterio de las medallas de plata (2022)
- Maximiliano: Memorias secretas del emperador mexicano (2024)
- Mexicanas que hicieron historia: edición especial (extendida) (2024)
- El Ocaso del Águila: El Juego de la Silla I (2025)
- Yo, Sor Juana. Mujer Volcán (2025)